# ارنستو آلتریو
ارنستو آلتریو (اسپانیایی: Ernesto Alterio‎؛ زادهٔ ۲۵ ژوئیه ۱۹۷۰) بازیگر اهل آرژانتین است.
از فیلم‌ها یا برنامه‌های تلویزیونی که وی در آن نقش داشته‌است، می‌توان به سانتا اِویتا، کوارتت هاوانا، هر چه بیشتر، بهتر، دختران تلفنچی، روش،  دوران کودکی، جنبه دیگر همبستر شدن، تانگوی وحشی، عشق نه، فقط دیوانگی، چه کسی بامبی را کشت؟، دوستت دارم، احمق و ارماناس اشاره کرد.